# Groupe topologique
En mathématiques, un groupe topologique est un groupe muni d'une topologie compatible avec la structure de groupe, c'est-à-dire telle que la loi de composition interne du groupe et le passage à l'inverse sont deux applications continues.
L'étude des groupes topologiques mêle donc des raisonnements d'algèbre et de topologie. La structure de groupe topologique est une notion essentielle en topologie algébrique.

## Définition et propriété caractéristique
Définition — 
Un groupe topologique est un groupe {\displaystyle (G,\star )} muni d'une topologie pour laquelle les applications
sont continues (le carré cartésien G2 étant muni de la topologie produit).
Les deux axiomes de la définition peuvent être remplacés par un seul :
Théorème — 
Un groupe {\displaystyle (G,\star )} muni d'une topologie est un groupe topologique si et seulement si l'application  
est continue.
Un morphisme de groupes topologiques est un morphisme de groupes continu.

## Mesure de Haar
Sur tout groupe topologique localement compact, il existe une et une seule mesure de Borel quasi-régulière non nulle (à coefficient multiplicateur près) invariante par les translations à gauche (x ↦ y∗x) : la mesure de Haar.

## Exemples de base
Théorème — Tout sous-groupe de (ℝ, +) est soit dense, soit de la forme aℤ, pour un unique a ≥ 0.
Le cercle S1, qui peut être considéré comme le groupe multiplicatif des nombres complexes de module 1 ou comme le groupe des rotations de centre fixé dans un plan euclidien. Tout sous-groupe de S1 est soit fini soit dense.
Un groupe discret (groupe muni de la topologie discrète).
Tout groupe produit (muni de la topologie produit) d'une famille de groupes topologiques. Par exemple {\displaystyle (\mathbb {Z} /2\mathbb {Z} )^{\mathbb {N} }} (l'espace de Cantor, muni de sa structure naturelle de groupe produit).

## Quelques propriétés générales
- Dans un groupe topologique, les translations{\displaystyle x\longmapsto a\star x\quad \mathrm {et} \quad x\longmapsto x\star a}sont des homéomorphismes.
- La topologie est déterminée par la donnée des voisinages de l'élément neutre e.
- Un groupe topologique G est séparé si et seulement si le singleton {e} est fermé dans G.  Également, G est séparé si et seulement si l'intersection des voisinages de e est réduite à {e}.

- Si U est un ouvert et A une partie quelconque alors U∗A est un ouvert (puisqu'il s'écrit {\displaystyle \cup _{a\in A}U\star a}) et de même, A∗U est un ouvert.
- Tout groupe quotient G/H d'un groupe topologique G par un sous-groupe normal H est encore un groupe topologique, lorsque G/H est muni de la topologie quotient. De plus, G/H est séparé si et seulement si H est fermé.
- Un groupe topologique est naturellement muni de deux structures uniformes (à droite et à gauche) qui induisent sa topologie, et qui coïncident si le groupe est commutatif. Un groupe topologique séparé est par conséquent complètement régulier. Tout morphisme de groupes topologiques est uniformément continu pour les structures uniformes à droite (resp. gauche) associées[3].
- Théorème de Birkhoff[4]-Kakutani[5] : tout groupe topologique séparé à bases dénombrables de voisinages est métrisable par une distance invariante par translations à gauche[6]. Plus généralement, tout groupe topologique (non nécessairement séparé) à bases dénombrables de voisinages est pseudométrisable par une pseudométrique invariante par translations à gauche[7].

## Groupes linéaires
Dorénavant, nous omettrons le signe ∗.
Une classe importante de groupes topologiques est formée par  les sous-groupes du groupe linéaire GL(n, K), avec K = ℝ ou ℂ. On les munit de la topologie induite par celle de End(Kn).
Ces exemples sont des exemples fondamentaux de groupes de Lie réels ou complexes. Ils ont en commun la propriété suivante : il existe un ouvert contenant l'élément neutre 
et ne contenant aucun sous-groupe non trivial.

## Topologie p-adique
Si {\displaystyle (G,+)} est un groupe abélien et si {\displaystyle (G_{n})} est une suite de sous-groupes de {\displaystyle G} telle que : 
{\displaystyle G=G_{0}\supset G_{1}\supset G_{2}\supset \ldots \supset G_{n}\supset \ldots }
alors la suite {\displaystyle (G_{n})} induit une topologie sur {\displaystyle G} dans laquelle les voisinages de {\displaystyle x} sont les parties de {\displaystyle G} contenant un des ensembles {\displaystyle x+G_{n}}.
Si de plus l'intersection des {\displaystyle G_{n}} est réduite à {\displaystyle \{0\}} où 0 est l'élément neutre de {\displaystyle G}, le groupe est séparé.
Un cas particulier de groupe topologique de cette forme est le groupe muni de la topologie p-adique : si {\displaystyle p} est un entier naturel, la suite {\displaystyle (G_{n})} est définie (en notation additive) par {\displaystyle G_{n}=p^{n}G}.

### Distance induite
On peut définir une distance sur {\displaystyle (G,+)} muni de la topologie induite par {\displaystyle (G_{n})} si l'intersection des {\displaystyle G_{n}} est bien réduite à {\displaystyle \{0\}} :
{\displaystyle d(x,y)={\frac {1}{2^{k}}}}
où {\displaystyle k} est le premier entier tel que {\displaystyle x-y\notin G_{k}} et
{\displaystyle d(x,y)=0~} si pour tout entier {\displaystyle k}, {\displaystyle x-y} appartient à {\displaystyle G_{k}}.

### Complété
Si {\displaystyle (G,+)} est un groupe abélien séparé muni de la topologie déterminée par la suite {\displaystyle (G_{n})}, on peut définir dans {\displaystyle G} des suites de Cauchy. Une suite {\displaystyle (x_{n})} est de Cauchy si et seulement si, pour tout voisinage {\displaystyle V} de 0, il existe un entier {\displaystyle n} tel que 
{\displaystyle \forall m\geq n,\ x_{m}-x_{n}\in V.}
Sur cet ensemble de suites de Cauchy noté {\displaystyle S_{C}(G)} on peut définir une relation d'équivalence :
{\displaystyle (x_{n})R(y_{n})\Longleftrightarrow \lim(x_{n}-y_{n})=0.}
Le groupe quotient {\displaystyle S_{C}(G)} est alors un espace complet. Le groupe {\displaystyle G} est alors isomorphe à un sous-groupe dense de {\displaystyle S_{C}(G)}.
L'exemple le plus important d'une telle construction est
celui des nombres p-adiques : on fait cette construction
à partir de {\displaystyle \mathbb {Z} } et de la multiplication par un nombre premier {\displaystyle p}.
Cette construction du complété se généralise, dans le cadre uniforme, à tout groupe topologique abélien séparé.